# Nucli de Màrkov
En teoria de la probabilitat, un nucli de Màrkov (també conegut com a nucli estocàstic o nucli de probabilitat) és un mapa que en la teoria general dels processos de Màrkov juga el paper que fa la matriu de transició en la teoria dels processos de Màrkov amb un espai d'estats finits.

## Definició formal
SI{\displaystyle (X,{\mathcal {A}})} i {\displaystyle (Y,{\mathcal {B}})} són espais mesurables. Un nucli de Màrkov amb font {\displaystyle (X,{\mathcal {A}})} i objectiu {\displaystyle (Y,{\mathcal {B}})} és un mapa {\displaystyle \kappa :{\mathcal {B}}\times X\to [0,1]} amb les següents propietats:
1. Per cada (fix) {\displaystyle B\in {\mathcal {B}}}, el mapa {\displaystyle x\mapsto \kappa (B,x)} és {\displaystyle {\mathcal {A}}} - mesurable
2. Per cada (fix) {\displaystyle x\in X}, el mapa {\displaystyle B\mapsto \kappa (B,x)} és una mesura de probabilitat {\displaystyle (Y,{\mathcal {B}})}

En altres paraules, s'associa a cada punt {\displaystyle x\in X} una mesura de probabilitat {\displaystyle \kappa (dy|x):B\mapsto \kappa (B,x)} activat {\displaystyle (Y,{\mathcal {B}})} de manera que, per a cada conjunt mesurable {\displaystyle B\in {\mathcal {B}}}, el mapa {\displaystyle x\mapsto \kappa (B,x)} és mesurable pel que fa al {\displaystyle \sigma } -àlgebra {\displaystyle {\mathcal {A}}}.

## Exemples

### Caminada aleatòria simplesobre els nombres enters
Pren {\displaystyle X=Y=\mathbb {Z} }, i {\displaystyle {\mathcal {A}}={\mathcal {B}}={\mathcal {P}}(\mathbb {Z} )} (el conjunt de potències de {\displaystyle \mathbb {Z} }). Aleshores, un nucli de Màrkov està totalment determinat per la probabilitat que assigna als singletons {\displaystyle \{m\},\,m\in Y=\mathbb {Z} } per cadascú {\displaystyle n\in X=\mathbb {Z} } :
{\displaystyle \kappa (B|n)=\sum _{m\in B}\kappa (\{m\}|n),\qquad \forall n\in \mathbb {Z} ,\,\forall B\in {\mathcal {B}}}
Ara la caminada aleatòria {\displaystyle \kappa } que va cap a la dreta amb probabilitat {\displaystyle p} i cap a l'esquerra amb probabilitat {\displaystyle 1-p} està definit per
{\displaystyle \kappa (\{m\}|n)=p\delta _{m,n+1}+(1-p)\delta _{m,n-1},\quad \forall n,m\in \mathbb {Z} }
on {\displaystyle \delta } és el delta de Kronecker. Les probabilitats de transició {\displaystyle P(m|n)=\kappa (\{m\}|n)} perquè la caminada aleatòria són equivalents al nucli de Màrkov.

### Processos generals de Màrkovamb espai d'estats comptable
Més generalment prendre {\displaystyle X} i {\displaystyle Y} tant comptables com {\displaystyle {\mathcal {A}}={\mathcal {P}}(X),\ {\mathcal {B}}={\mathcal {P}}(Y)} . De nou, un nucli de Màrkov es defineix per la probabilitat que assigna als conjunts singleton per a cadascun {\displaystyle i\in X}
{\displaystyle \kappa (B|i)=\sum _{j\in B}\kappa (\{j\}|i),\qquad \forall i\in X,\,\forall B\in {\mathcal {B}}}

### Nucli de Màrkov definit per una funció del nucli i una mesura
Sigui {\displaystyle \nu } una mesura {\displaystyle (Y,{\mathcal {B}})}, i {\displaystyle k:Y\times X\to [0,\infty ]} una funció mesurable respecte al producte {\displaystyle \sigma } -àlgebra {\displaystyle {\mathcal {A}}\otimes {\mathcal {B}}} de tal manera que
{\displaystyle \int _{Y}k(y,x)\nu (\mathrm {d} y)=1,\qquad \forall x\in X}
aleshores {\displaystyle \kappa (dy|x)=k(y,x)\nu (dy)} és a dir, el mapeig
{\displaystyle {\begin{cases}\kappa :{\mathcal {B}}\times X\to [0,1]\\\kappa (B|x)=\int _{B}k(y,x)\nu (\mathrm {d} y)\end{cases}}}
defineix un nucli de Màrkov. Aquest exemple generalitza l'exemple del procés de Màrkov comptable on {\displaystyle \nu } va ser la mesura del recompte. A més, inclou altres exemples importants com els nuclis de convolució, en particular els nuclis de Màrkov definits per l'equació de calor. L'últim exemple inclou el nucli gaussià activat {\displaystyle X=Y=\mathbb {R} } amb {\displaystyle \nu (dx)=dx} mesura estàndard de Lebesgue i
{\displaystyle k_{t}(y,x)={\frac {1}{{\sqrt {2\pi }}t}}e^{-(y-x)^{2}/(2t^{2})}}